# Lettera a tre mogli
Lettera a tre mogli (A Letter to Three Wives) è un film del 1949 diretto da Joseph L. Mankiewicz.

## Trama
Durante un picnic di beneficenza, tre donne sposate, Deborah, Lora e Rita, ricevono una lettera dalla loro migliore amica, Eva (in originale Addie) Ross (di cui nel film si sente solo la voce fuori campo), che annuncia che andrà via dalla città portando con sé uno dei loro mariti. Il messaggio costringe le donne a ripensare alla loro vita coniugale; tutte e tre invidiano Eva per le sue doti di donna di classe, che i loro mariti ammirano in lei e che a loro mancano. Deborah è una ragazza di campagna, sposata con Brad, l'ex fidanzato di Eva; lei teme di perdere l'amore del marito, a causa della propria goffaggine e inferiorità sociale. Rita è un'autrice radiofonica di successo, sposata con George, un professore malpagato ma orgoglioso della propria cultura; il loro matrimonio è entrato in crisi quando lei ha cercato di convincere il marito a lasciare l'insegnamento per un posto alla radio. Lora è un'ex commessa che ha sposato per interesse Porter, il proprietario del supermarket dove lei lavorava.
Al ritorno dal picnic Lora e Rita trovano i loro mariti a casa, mentre Brad è assente per lavoro. Quella sera stessa, mogli e mariti (tranne Brad) si riuniscono a un party: di fronte all'angoscia di Deborah, convinta ormai di essere stata abbandonata, Porter confessa di essere lui il misterioso amante di Eva, ma di essersi pentito subito dopo essere partito con lei. Il finale mostra le tre coppie pienamente riconciliate, mentre la voce di Eva ironizza con gli spettatori sulla solitudine delle “donne di classe”.

## Produzione
Il soggetto del film è un romanzo dallo stesso titolo scritto da John Klempner. Alla versione cinematografica ha lavorato la scrittrice Vera Caspary e la versione finale scritta dallo stesso regista Joseph L. Mankiewicz è stata premiata con l'Oscar per la migliore sceneggiatura non originale.
Rispetto al romanzo originale il numero delle mogli passa da 5 a 3; gli stessi personaggi femminili presentano differenze sostanziali. Anche il marito infedele del film non è quello del romanzo.

## Premi e riconoscimenti
- 1950 - Premio Oscar
  - Migliore regia a Joseph L. Mankiewicz
  - Migliore sceneggiatura non originale a Joseph L. Mankiewicz
  - Nomination Miglior film alla 20th Century Fox
- 1949 - National Board of Review of Motion Pictures
  - Migliori dieci film

## Remake
Nel 1985 ne è stato prodotto un remake televisivo trasmesso sulla NBC, A Letter to Three Wives.